# ورزش در گرجستان
انستیتوی علمی پژوهشی تربیت بدنی مرکز اساسی تمام فعالیت‌های ورزشی در گرجستان می‌باشد. امروزه در فعالیت مجامع و انجمن‌های ورزشی گرجستان که از افراد داوطلب تشکیل شده‌اند، از جمله انجمن‌های «کاریشنخالا»، «گانتیادی»، «دینامو» و... ، قریب به یک میلیون تن شرکت دارند که از میان آن‌ها دویست هزار تن زن هستند.
در گرجستان بالغ بر شش هزار و پانصد گروه و باشگاه تربیت بدنی وجود دارد که در ۶۸ رشتهٔ ورزشی مشغول فعالیت می‌باشند. در میان این رشته‌ها ورزش‌های سنتی ملی نیز وجود دارند. از ورزش‌های سنتی، کشتی «چیداوبا» بازی باستانی با توپ «له لو» و یکی از انواع بسیار جالب شمشیربازی یعنی: «پاریکاوبا» و انواع مختلف مسابقات اسب دوانی و چابک‌سواری از قبیل «تسخنبورتی»، «مارولا» و «دوگی» بیش از همه مورد توجه عموم هستند.
در گرجستان، کشتی‌گیر در سطح بین‌المللی فراوان است. کشتی گیران گرجی در همهٔ مسابقات بین‌المللی شرکت داشته و دارای سوابق درخشانی هستند. یکی از معروف‌ترین روش‌های کشتی در گرجستان، سبک «کاختیان» می‌باشد.
تیم فوتبال «دینامو تفلیس» از تیم‌های تراز اول به شمار می‌آید. فعالیت‌های باشگاه کوه نوردی تفلیس که در سال ۱۸۷۷ م. تأسیس گردید در نزد مردم شهرت فراوان دارد. نونا گاپرینداشویلی که بارها قهرمان شطرنج بانوان جهان شده‌است مایهٔ فخر و مباهات ورزش گرجستان است. از جمله ورزش‌های جدید مورد علاقهٔ گرجی‌ها می‌توان به: راگبی، فوتبال، بسکتبال، هاکی و وزنه برداری اشاره کرد.